# يحيى بن حسين الديلمي
يحيى بن حسين بن محمد الديلمي (1 يناير 1961م -) هو عالم دين من علماء الزيدية المعاصرين في اليمن وخطيب جامع النهرين بصنعاء ، ولد في مدينة صنعاء عام 1961م، من الدعاة إلى الوحدة الإسلامية وتكريم الإنسان، ونبذ الصراعات الطائفية، يعد من أبرز مناصري القضية الفلسطينية وقضايا الأمة العربية والإسلامية، شارك في العديد من المؤتمرات والندوات الدولية والإقليمية.
تعرض في 20 أغسطس  2019م  للاختطاف خلال عودته من الحج برا في مأرب هي إحدى محافظات الجمهورية اليمنية، تقع إلى الشمال الشرقي من العاصمة صنعاء، وتبعد عنها بحدود 173 كيلو متر وبعد عام وأربعون يوما من الاختطاف والإخفاء القسري في سجن الأمن السياسي بمأرب تم الإفراج عنه وعن رفيقه في 22سبتمبر 2020

## المولد والنشأة
ولد في صنعاء عاصمة الجمهورية اليمنية (1 يناير 1961).

## أنشطته الفكرية
- أسس في فترة 2000م – 2004م حركة شباب صنعاء سعى من خلاله بشكل متواصل ودؤوب في سبيل تعريف المسلمين بقضايا الأمة الكبرى وأهمها قضية فلسطين أقام المهرجانات وقاد المسيرات بجهود ذاتية وبالتعاون مع خطباء المساجد إيمانا منه بأنها قضية المسلمين المركزيّة
- أحد الدعاة إلى الوحدة بين المسلمين زار العديد من علماء اليمن من مختلف المذاهب الإسلامية والتوجهات
- التقى بالعشرات من علماء الأمة الإسلامية وعلماء الأزهر وعلماء الشيعة الإثني عشرية وشارك في العديد من المؤتمرات الإسلامية في مصر وايران وعمّان ولبنان وغيرها.[12]
- شارك في العديد من المؤتمرات الداعية إلى السلام في كلا من إيطاليا[13] وألمانيا الاتحادية بدعوة رسمية من وزارة خارجيتها، والتقى خلال ذلك بالعديد من الشخصيات الدينية ذات الديانات الأخرى.

## أنشطته السياسية
- قاد مظاهرة مليونية شهدتها صنعاء تنديدا بالاحتلال الأمريكي للعراق عام 2003 وقامت السلطات باعتقاله وثلاثة آخرين على إثرها.[14]
- سارع إلى جمع علماء اليمن داعيا إلى العمل لإيقاف نزيف الدم اليمني عندما اندلعت حروب صعدة في عام 2004 وأصدر العلماء على إثر ذلك بيانا دعوا فيه إلى إيقاف الحرب ثم دعا العلماء والشخصيات الاجتماعية إلى الاعتصام في مسجد الشوكاني بعد صلاة يوم الجمعة بحضور حمود المؤيد ومحمد المنصور.
- وفي عام 2011 بداية انطلاق الثورة الشبابية في ساحة التغيير كان من أوائل الداعمين  للتغيير وحركة الشباب الذين نزلوا ساحة التغيير.[15]
- الحرب بين اليمنيين في عام 2014م دعا إلى الصلح وحقن الدماء.
- حين شُن العدوان على اليمن في 2015 سارع إلى رفضه وإدانته مندداً بقتل الأطفال والنساء والاستهداف للمدنيين وهدم المنازل وإراقة الدماء وتدمير البنية التحتية لليمن.[16]

## اعتقاله والحكم عليه
- اعتقل اثناء خروجه من صلاة الفجر بجامع الفليحي بتاريخ 9 سبتمبر 2004 بسبب دعواته المتكررة لإيقاف الحرب في صعدة
- قُدم لمحاكمة في المحكمة الجزائية المتخصصة (محكمة أمن الدولة) صدر عنها حكم بالإعدام[17] فتحركت مظاهرات واعتصامات وتحولت إلى قضية رأي عام، وبسبب الضغط الجماهيري والدولي اضطرت السلطة للإفراج عنه في تاريخ 25 مايو 2006 مع وقف التنفيذ للحكم كما أوقفت مرتبه الشهري.[18][19][20]

## استهدافه واختطافه الثاني
- في عام 2014م تم رصد تحركاته بهدف اغتياله بحسب اعترافات خلايا إرهابية قامت بالعديد من الاغتيالات ضد رموز مدنية في اليمن مثل البروفسور الدكتور محمد عبد الملك المتوكل والبروفسور أحمد شرف الدين وعضو مجلس النواب عبد الكريم جدبان والصحفي عبد الكريم الخيواني والعشرات من الشخصيات المدنية المؤثرة في الحياة العامة للناس، رغم أنه عرض عليه عدة مرات أن يتخذ الحراسة والمرافقين بسبب التهديدات المستمرة وقوائم الاغتيالات المتوالية حفاظاً على حياته، ولكنه كان يرفض بشده ويرى ذلك من مظاهر الاستعلاء فلا يوجد في مبادئه أن هناك إنسان أعلى من إنسان وأن هناك حارس وإنسان يُحرس.
- في 20 أغسطس 2019، تم اختطافه اثناء عودته من الحج برا من قبل مجموعات مسلحة في نقطة الفلج محافظة مأرب هو ورفيقه في الحج الاستاذ فؤاد محمد فاخر عبر عناصر تتبع حزب التجمع اليمني للإصلاح وقد نشرت مواقع وقنوات الحزب اعترافهم بإختطافهما.[21][22] وأفرج عنه وعن رفيقه في 22سبتمر 2020بعد عام وأربعون يوما من الاختطاف والإخفاء القسري لهما في سجن الأمن السياسي بمأرب في عملية تبادل بنجل الجنرال علي محسن الأحمر[11][23]